# Asma Mohamed Abdalla

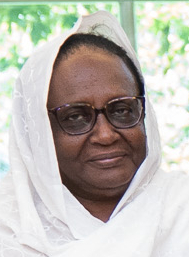
Asma Mohamed Abdalla (2019)

Asma Mohamed Abdalla (auch: Asmaa Abdallah, Abdullah; arabisch أسماء محمد عبدالله; * 14. August 1946 in Khartum) ist eine sudanesische Diplomatin und Politikerin. Anfang September 2019 wurde sie die erste Außenministerin des Sudan im Kabinett von Premierminister Abdalla Hamdok.

## Leben und Ausbildung
Abdalla wurde im Jahre 1946 geboren. 1971 graduierte sie nach ihrem Studium der Ökonomie und Politikwissenschaften an der Universität Khartum.

## Diplomatische Karriere und Exil
Vor der Machtergreifung durch Umar al-Baschir war Abdalla Angestellte des sudanesischen Außenministeriums. So arbeitete sie als Diplomatin in Marokko und wurde danach als Botschafterin des Sudan in Norwegen berufen. Nach dem Militärputsch durch al-Bashir im Jahre 1989 wurde sie entlassen. Daraufhin ging sie ins marokkanische Exil und arbeitete dort als Beraterin für Organisationen wie Islamische Organisation für Bildung, Wissenschaft und Kultur. Einige Zeit später kehrte sie nach Khartum zurück, ohne sich dort politisch zu betätigen, und eröffnete ein Übersetzungsbüro.

## Proteste im Sudan 2018–2019
Während der Proteste im Sudan vom Jahr 2018 bis 2019 trat Abdalla der Oppositionsgruppe Forces of Freedom and Change bei und wurde dort Mitglied des Arbeitskreises für Auswärtige Angelegenheiten.

## Außenministerin
Anfang September 2019 wurde Abdalla durch den neuen sudanesischen Premierminister Abdalla Hamdok zur Außenministerin ernannt.